# Měřík příbuzný
Měřík příbuzný (Plagiomnium affine) je druh mechu z rodu Plagiomnium (měřík). Dříve patřil do rodu Mnium, měřík, v současné době se však rod Mnium člení na další rody, a to na rod Rhizomnium, Plagiomnium a jiné. Všechny tyto rody se vyznačují poměrně širokými lístky, které mají relativně velké buňky. Proto jsou často používány pro demonstraci buněk a chloroplastů.

## Popis
Měřík příbuzný je tmavě zelený mechorost, který je vysoký 2–5 cm. Tělo je tvořeno stélkou, která je rozlišena na lodyžku (kauloid), lístky (fylomy) a příchytná vlákna (rhizoidy).
Rostlinka vytváří porosty s přímými plodnými plazivými lodyžkami, které jsou obloukovitě skloněny. Z lodyžek pak, v místě nejnižšího bodu oblouku vyrůstají rhizoidy. Lístky měříku jsou oválné až vejčitě kopinaté a mají krátkou hrotitou špičku. Báze lístků je zúžená a dlouze sbíhá po lodyze. Okraj lístků je zubatý. Tvoří ho 1–4 buněčně tupé zuby, které jsou lemované protáhlými buňkami. Žebro je dole silnější, čím více však postupuje k okraji lístku, je slabší. Končí pod špičkou lístku, nebo až ve špičce.
Jako pro všechny mechy, tak i pro měřík příbuzný je typická rodozměna. Generace sporofytu vytváří štět s tobolkou, která má oválný tvar.

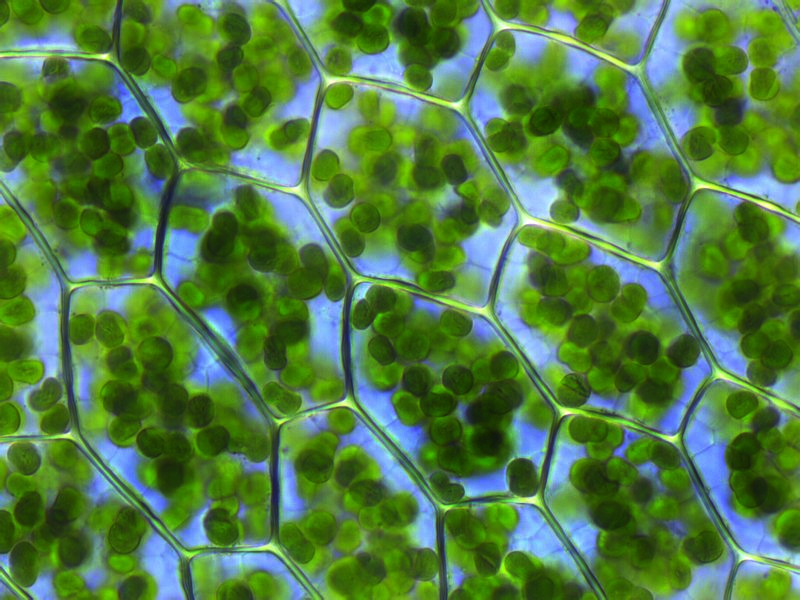
Buňky lístku měříku

## Rozšíření
Měřík příbuzný se hojně vyskytuje v prameništích, v bažinách a rákosinách, dále pak na březích potoků. Roste také na ztrouchnivělém dřevě. Vyskytuje se především od nižších poloh až do oblasti hor v Evropě a v Asii.